# Gonocarpus oreophilus
Gonocarpus oreophilus är en slingeväxtart som beskrevs av Anthony Edward Orchard. Gonocarpus oreophilus ingår i släktet Gonocarpus och familjen slingeväxter. Inga underarter finns listade i Catalogue of Life.